# Mimosa platycarpa
Mimosa platycarpa är en ärtväxtart som beskrevs av George Bentham. Mimosa platycarpa ingår i släktet mimosor, och familjen ärtväxter. Inga underarter finns listade i Catalogue of Life.